# Cova des Coloms
La Cova des Coloms (Es Migjorn Gran - Menorca) és una cova natural que es troba en es barranc de Binigaus. El seu sostre es troba a 24 metres, la seva longitud és de 110 metres i la seva amplada és de 15 metres. S'hi pot arribar a peu partint del pobles d'es Migjorn Gran agafant el camí que porta a la platja de Binigaus.

## Localització
La cova està situada al barranc de Binigaus aproximadament 1,6 km al sud-oest d'Es Migjorn Gran i l'accés és lliure. L'aparcament més proper es troba al cementiri local. El camí està senyalitzat en una carretera de grava privada. A la cruïlla del camí que condueix a l'entrada de la cova l'ajuntament d'Es Migjorn Gran ha establert un cartell d'informació en català, castellà i anglès.

## Descripció

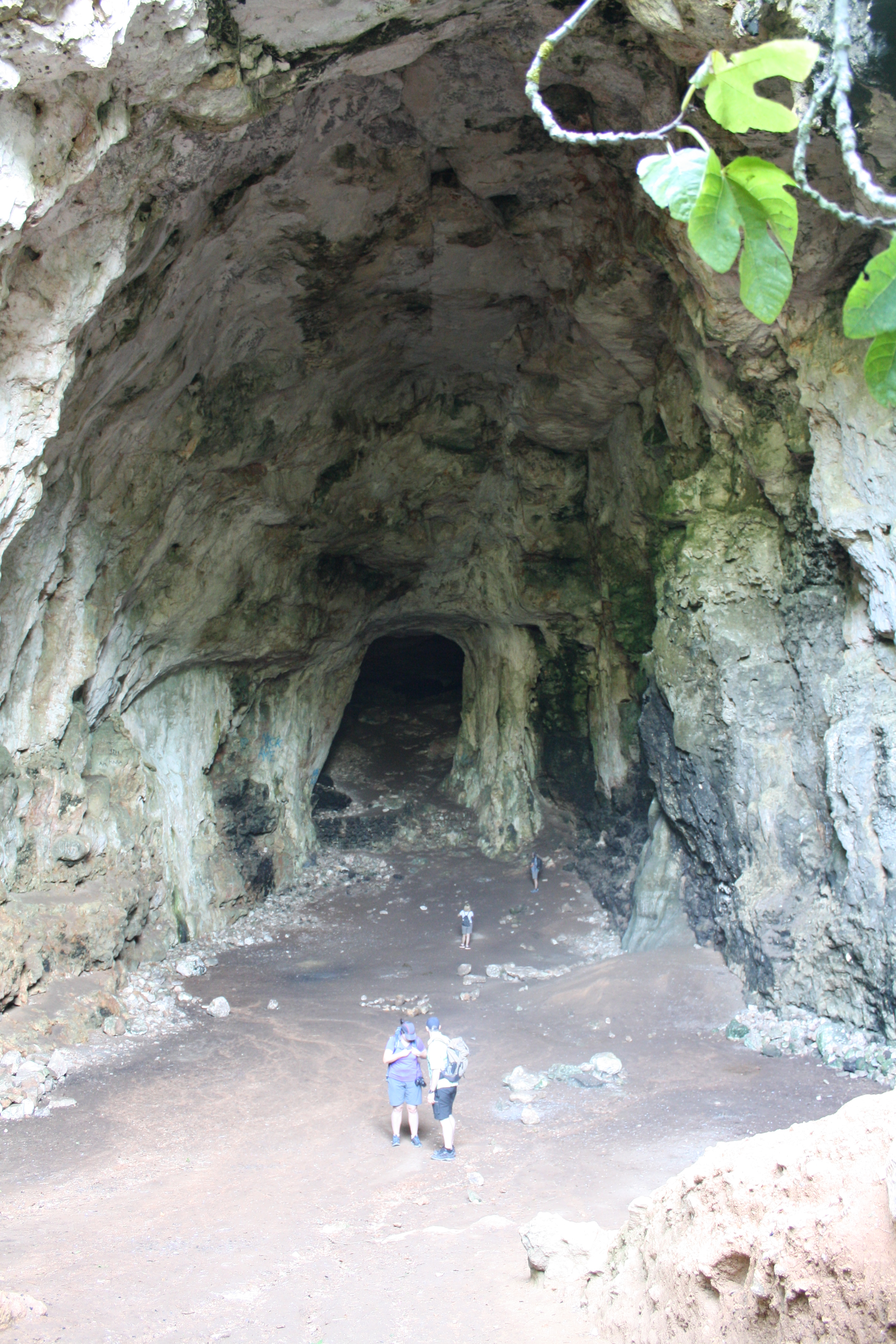

La cova té 110 metres de llarg, 15 metres d'ample i 24 metres d'alçada. Per la seva grandària és coneguda com "la catedral". Es divideix en dues zones. Una sala central de 50 metres seguida d'un passadís llarg i estret de sota.
La Cova des Coloms ha estat protegida des de 1966 com a bé d'interès cultural. El número de registre del Ministeri de Cultura espanyol és RI-51-0003660.

## Jaciment arqueològic
La Cova des Coloms era un lloc d'enterrament del període posttalaiòtic (550–123 aC) i podria haver tingut també algun tipus de significat religiós o ritual. Els sediments arqueològics es troben majoritàriament a la sala principal de la cova i és on s'hi han realitzat algunes petites investigacions i la zona que ha patit també més cales clandestines en forma d'espoli. Malauradament, idò, tenim moltíssim poques dades sobre aquest jaciment arqueològic, ja que no s'hi han desenvolupat mai excavacions arqueològiques intensives ni s'hi han realitzat investigacions arqueològiques que ens puguin aportar noves dades. Tot i així a mà dreta i esquerra de l'entrada s'observen grans túmuls de terra que possiblement siguin les restes d'aquestes "excavacions" clandestines. Aquest sediment podria ser el resultat del buidatge de l'interior de la cova, pista que ens donaria a entendre que tots els enterraments han estat destruïts. No podríem descartar tampoc que tot el sediment que s'observa fora de l'entrada de la cova i al penyal sigui resultat del buidatge de l'interior. A banda i banda de l'entrada s'intueixen alguns murs possiblement prehistòrics i que devien tancar la cova des de l'exterior.
Així i tot, la Cova des Coloms ha despertat l'interès no tan sols dels menorquins i menorquines, sinó també d'experts historiadors i arqueòlegs ja fa unes quantes dècades. De fet, l'Arxiduc Lluís Salvador d'Àustria ja ens parla de la Cova des Coloms i n'apunta el seu possible ús durant la prehistòria menorquina. Per una altra banda el prehistoriador francès Émile Cartailhac publicà l'any 1892 que hi va trobar ceràmica i ossos humans després de realitzar unes petites prospeccions. Una de les úniques excavacions que s'hi han realitzat va ser feta per Antoni Vives i Escudero i el propietari dels terrenys Bartomeu Sturla entre els anys 1914 i 1915 moment en què van trobar atuells de ceràmica prehistòrica i dues banyes de bronze, una de les quals forma part de la col·lecció Vives Escudero i l'altra de la col·lecció Cardona Mercadal, totes dues donades en dipòsit al Museu de Menorca. De la primera banya citada s'hi van extreure mostres de fusta carbonitzada que fou analitzada pel mètode de Carboni 14, donant la datació de l'any 406 aC.